# Calanque de Morgiou

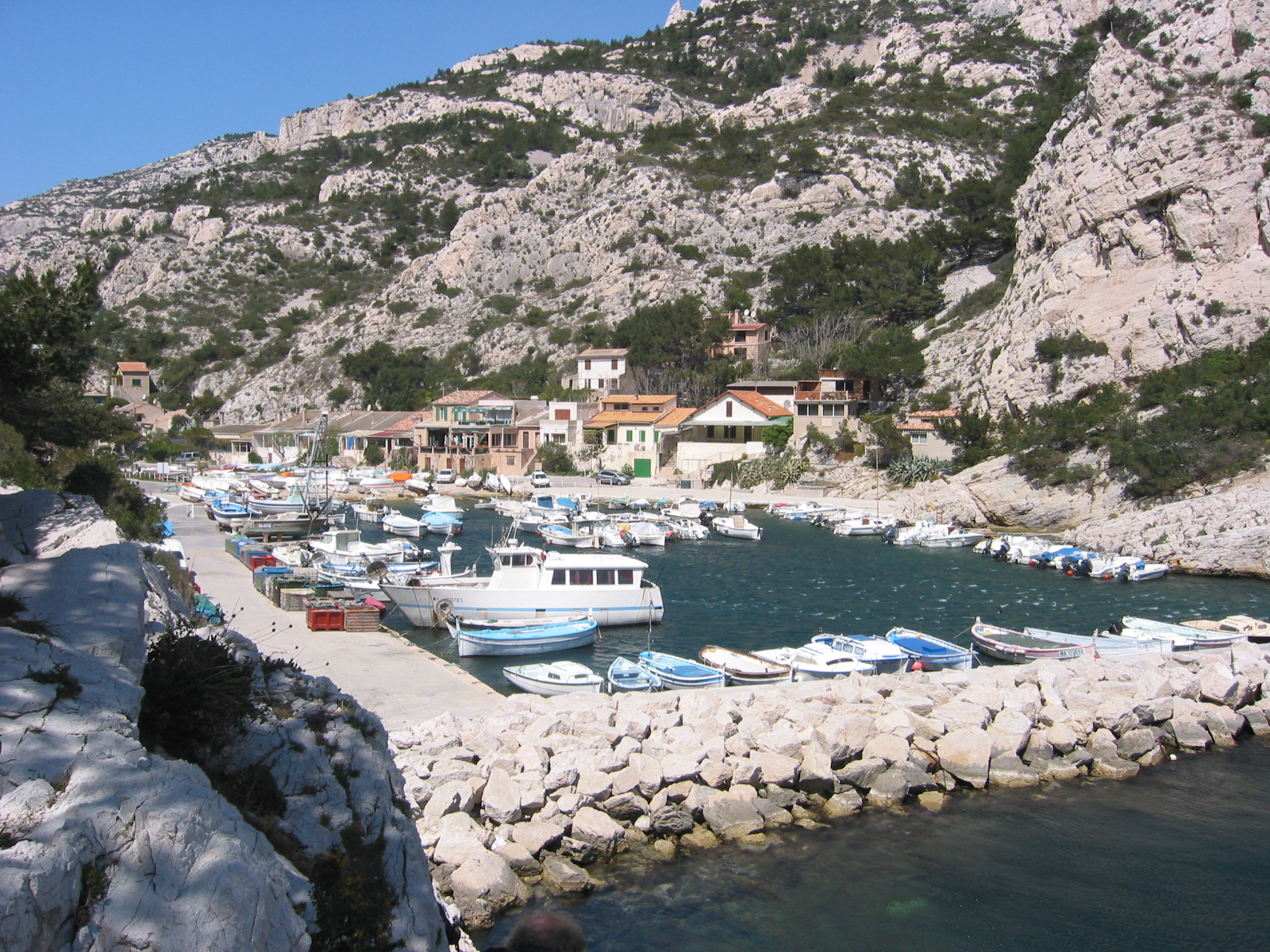
Le port au cœur de la calanque de Morgiou.

La calanque de Morgiou est une des calanques des côtes de Marseille, dans le Sud de la France. Insérée au cœur du massif des Calanques, elle se situe dans le quartier des Baumettes qui fait partie du 9e arrondissement de Marseille.

## Histoire
En 1622, les pêcheurs de Marseille, en France, y avaient organisé, à l'occasion de la venue du roi Louis XIII en visite à Marseille, une gigantesque pêche au thon traditionnelle, appelée « madrague ».

## Patrimoine
La grotte Cosquer est située dans la calanque de la Triperie, un cirque rocheux ouvert au sud dans la falaise de la presqu'île séparant Morgiou de la calanque de Sormiou. Son entrée se trouve à trente-sept mètres sous la surface. Ses parois sont ornées de peintures et de gravures datant de 27 000 à 19 000 ans avant notre ère, représentant des animaux aussi bien terrestres (bisons, bouquetins, chevaux, etc.) que marins (phoques, pingouin, etc.).
L'entrée de la grotte est condamnée par souci de sauvegarde du site et à cause de la dangerosité de son accès.

## Situation et paysages
La « grotte Bleue » est située dans une crique sur la face est de la calanque. Son entrée n'est visible que depuis la mer.

### Localisation

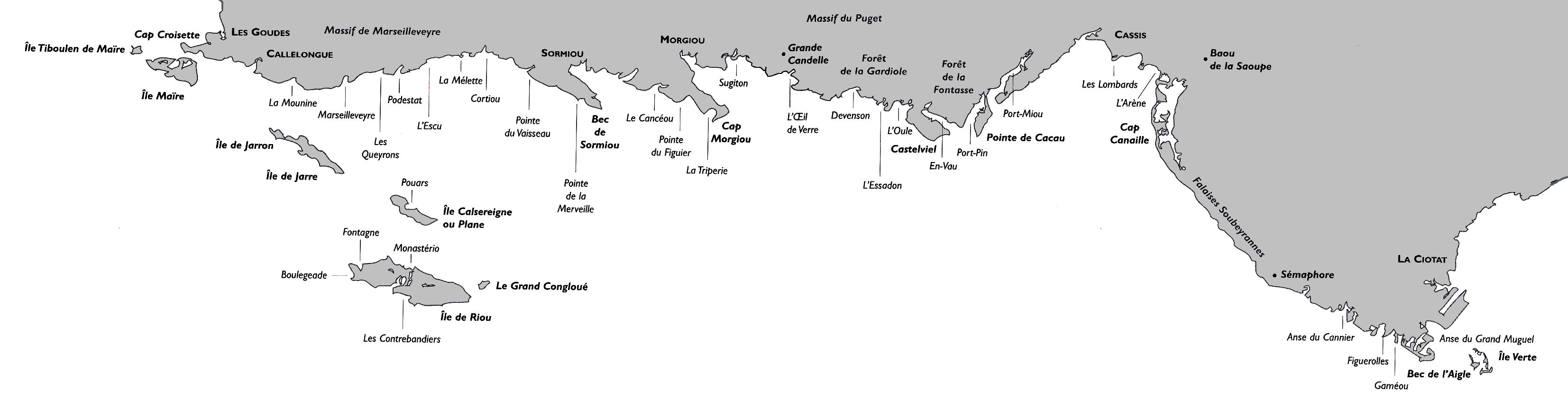
Situation de Morgiou dans l'ensemble des calanques entre Marseille (cap Croisette) et La Ciotat (Bec de l'Aigle).

### Paysages

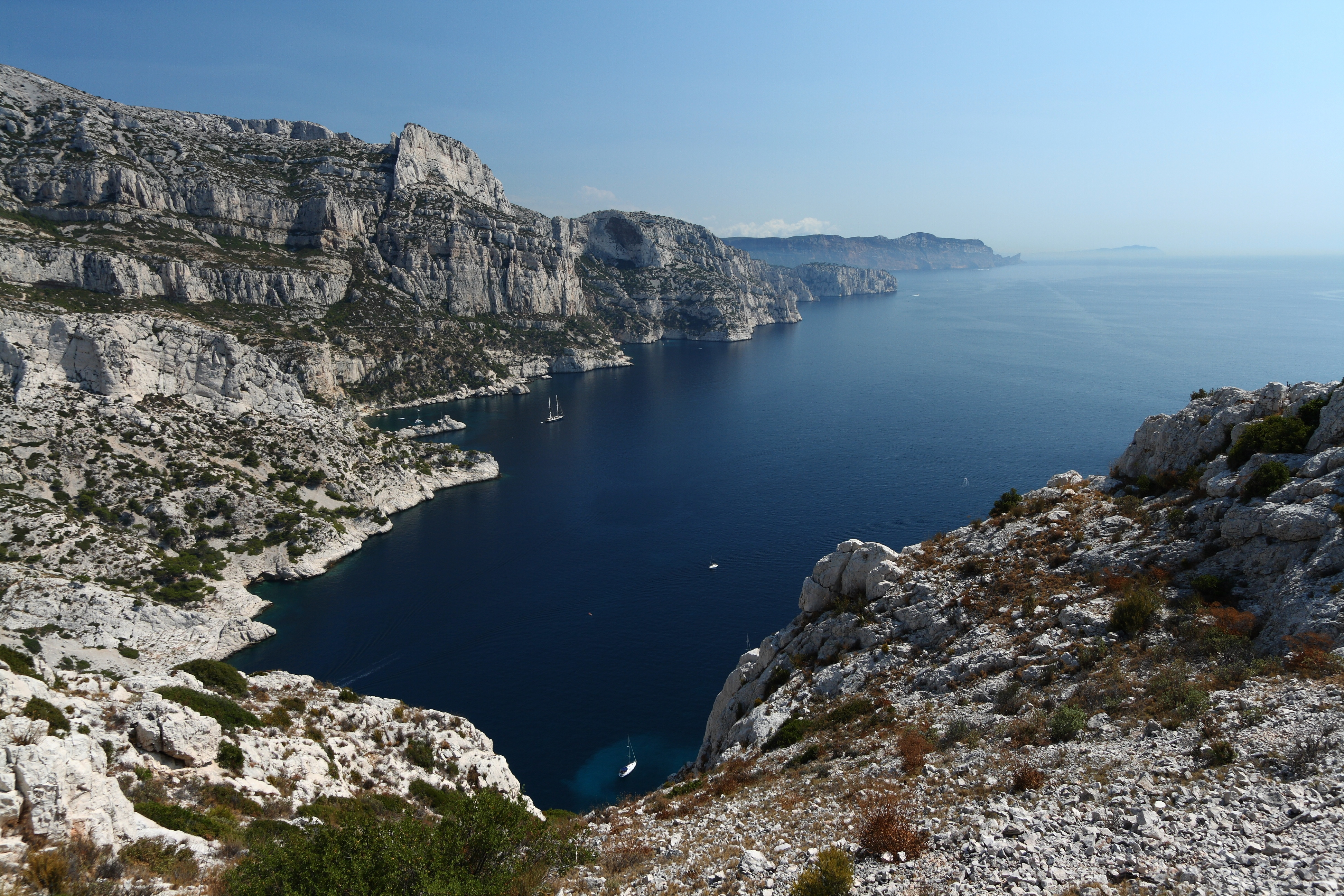
Calanque de Morgiou vue depuis la crête de Morgiou.
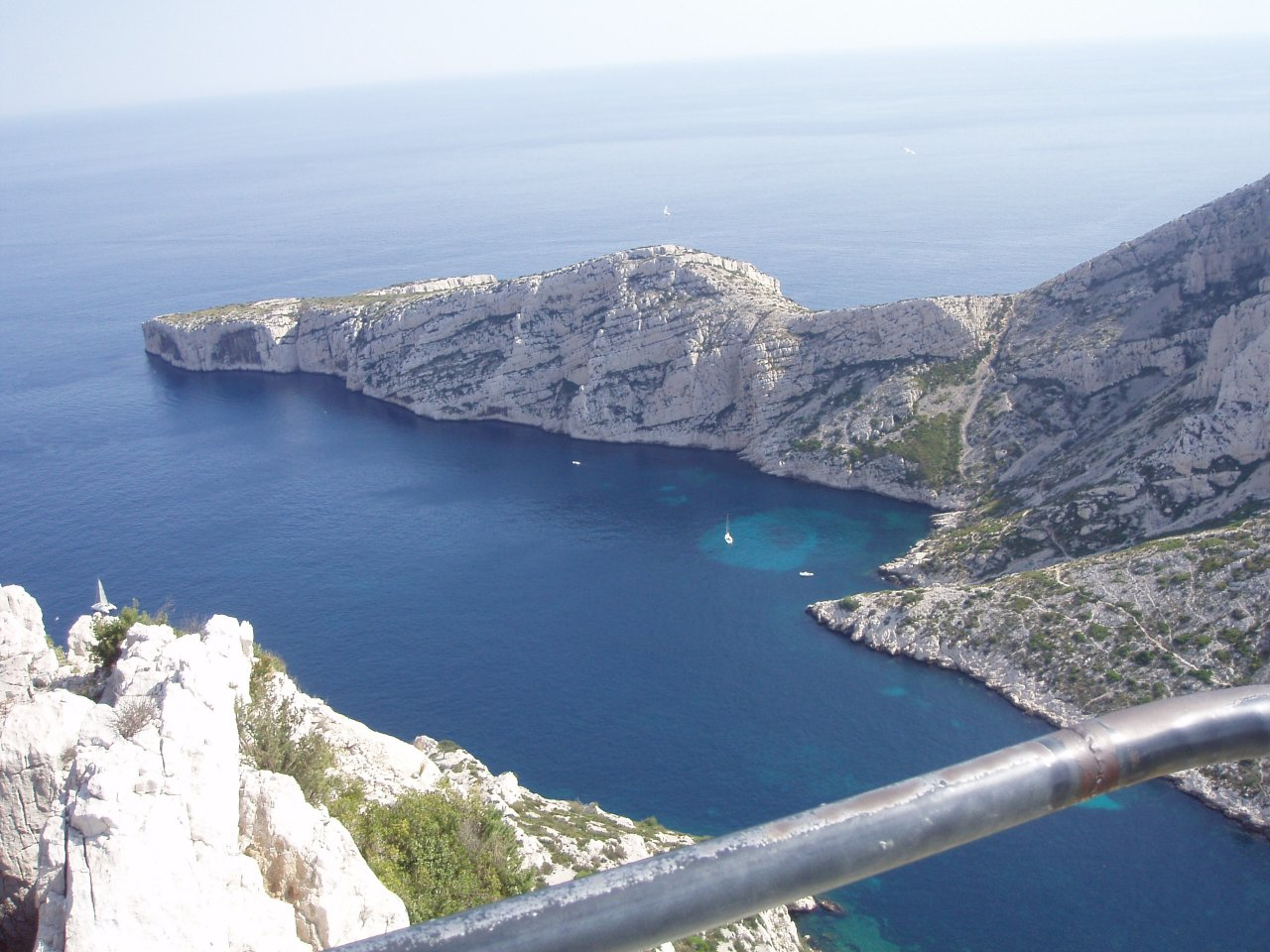
Vue plongeante sur la calanque de Morgiou depuis le belvédère à proximité du col de Sugiton.
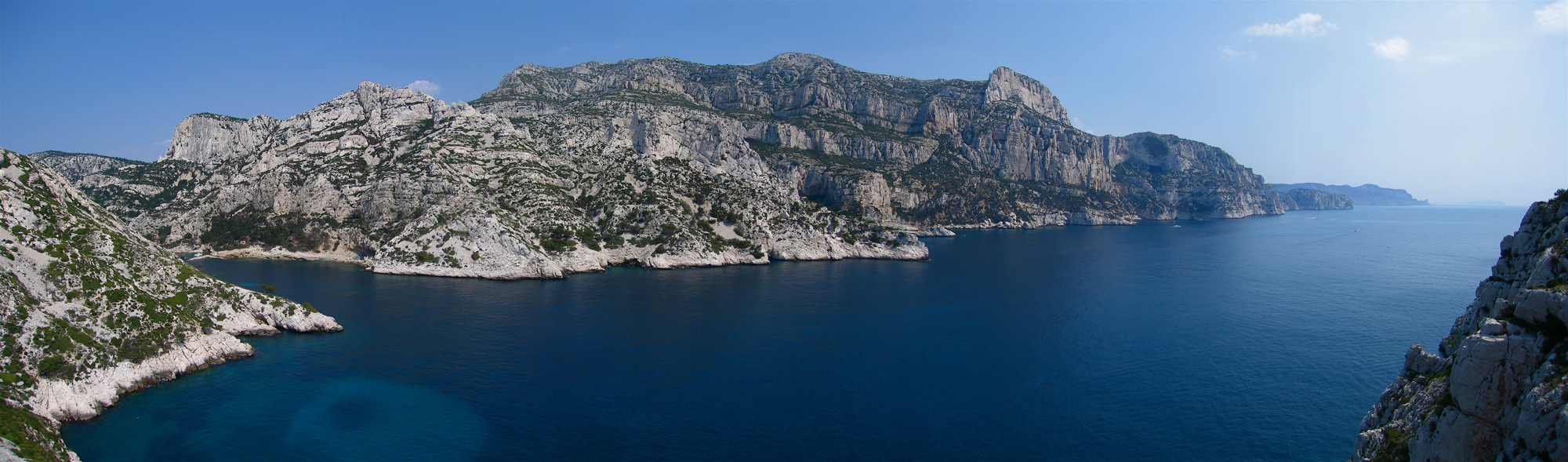
Calanques de Morgiou et de Sugiton.
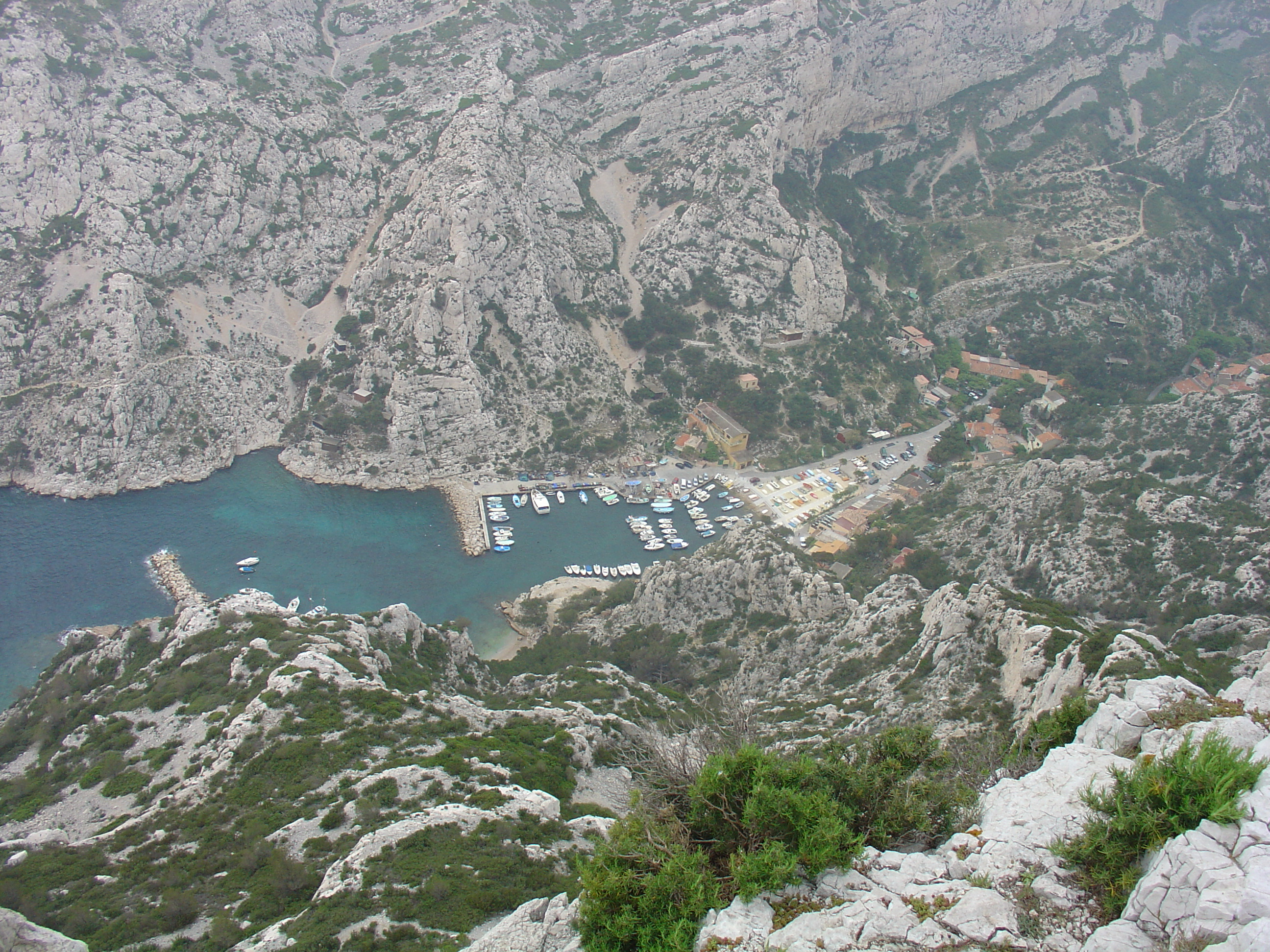
Calanque de Morgiou vue du belvédère.
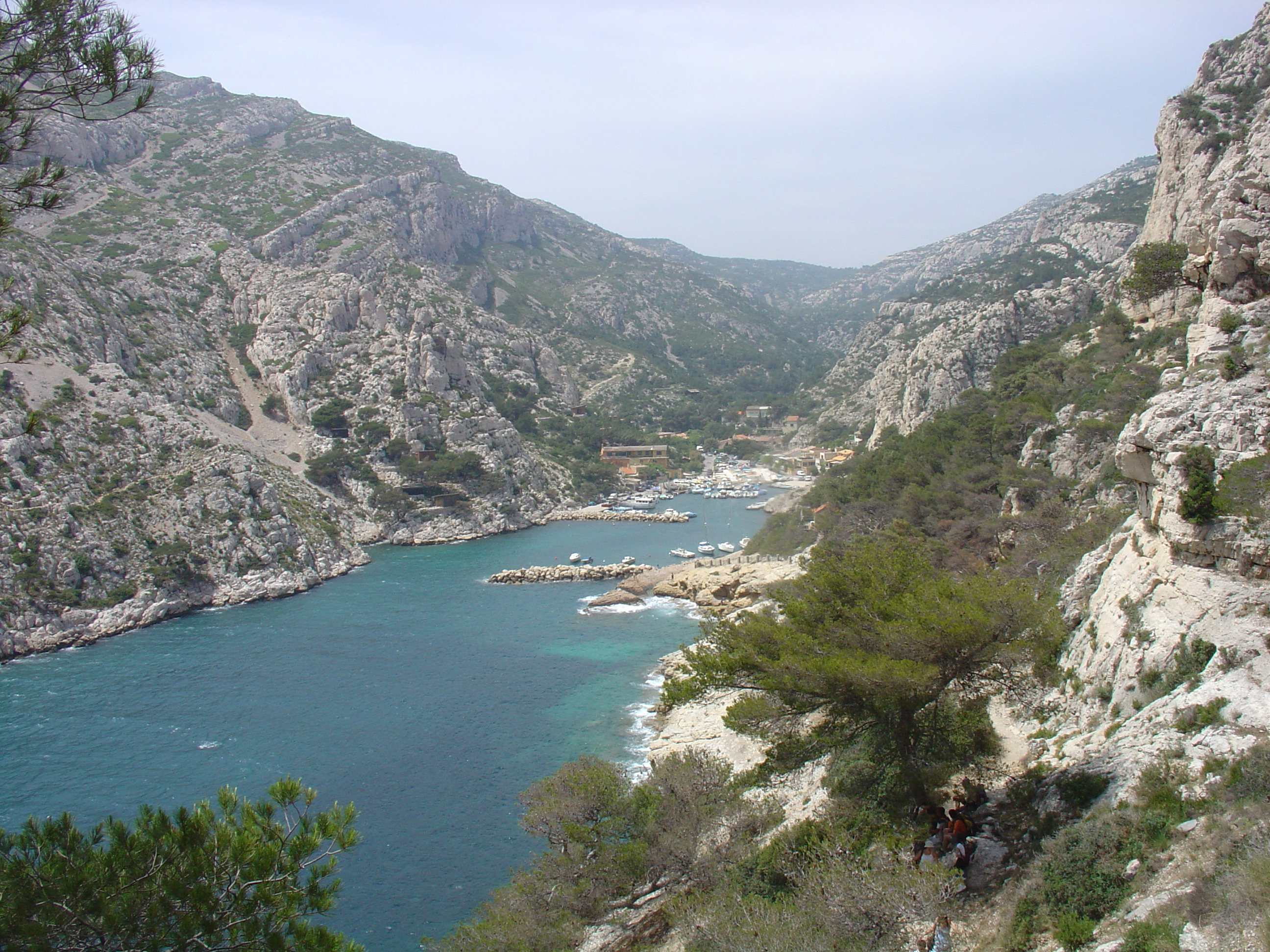
Calanque de Morgiou vue du sentier provenant de la calanque de Sugiton.
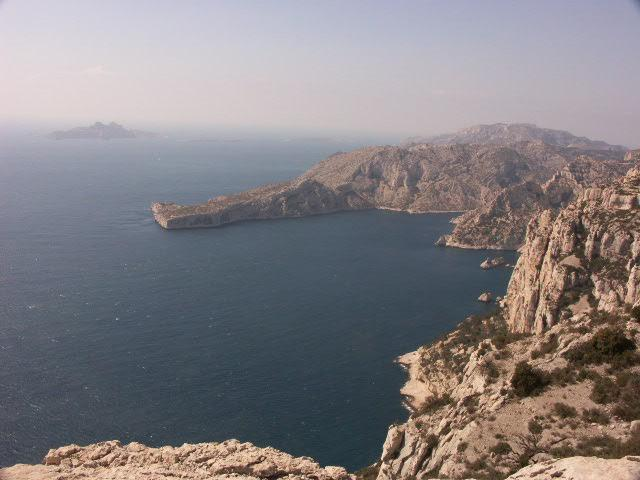
Baie de Morgiou et Sugiton - la grotte Cosquer est située au bout de la presqu'île aplatie du cap Morgiou.
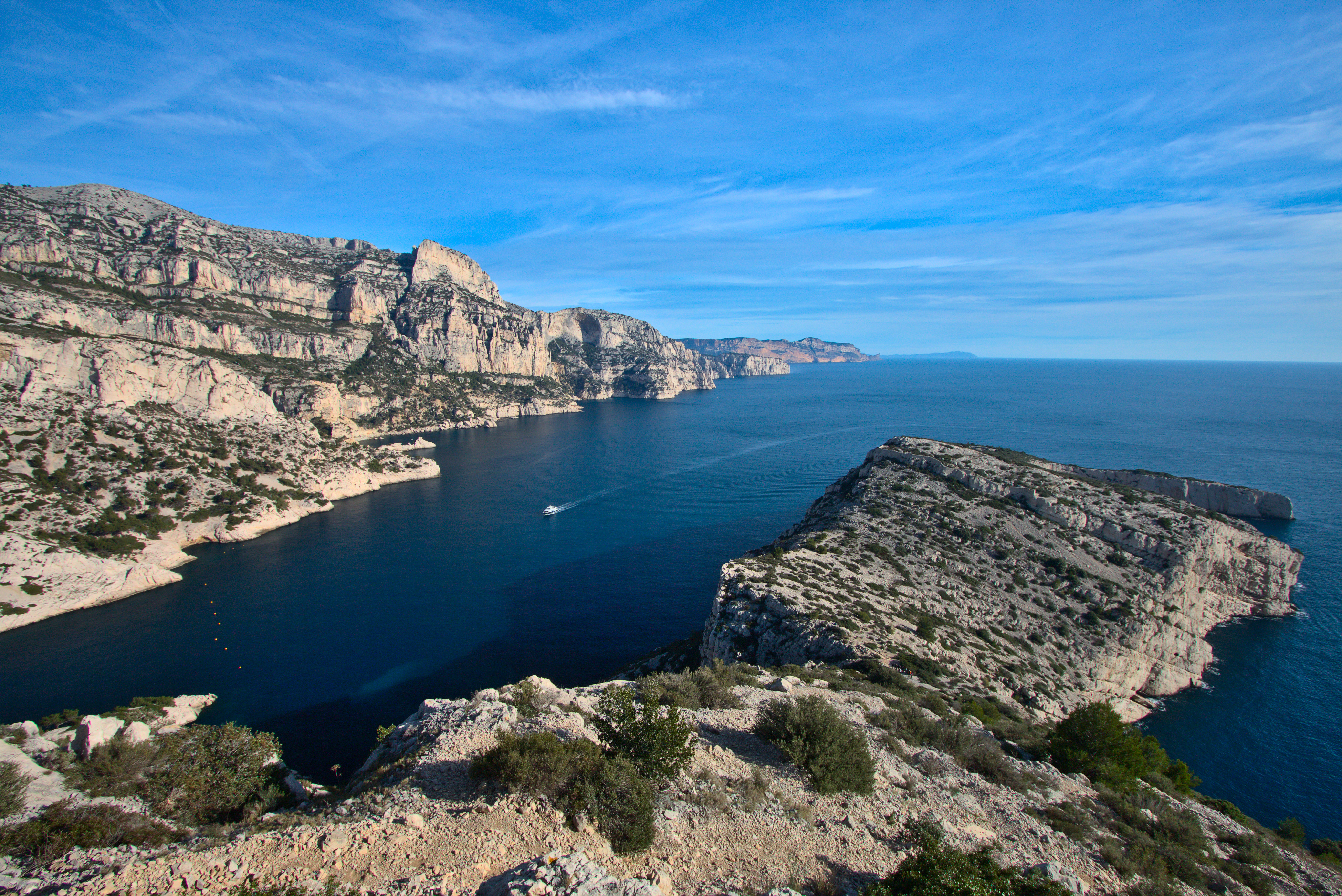
Le cap Morgiou et, à gauche, la calanque.

## Activités

### Randonnée pédestre
La calanque de Morgiou constitue un point de départ de randonnées vers d'autres sites remarquables, notamment :
- le cap Morgiou, par le sentier noir qui longe en partie la calanque ;
- la calanque de Sugiton, par le sentier rouge via le cap Sugiton ;
- le col de Sugiton, par de nombreux itinéraires et variantes balisés.

### Escalade

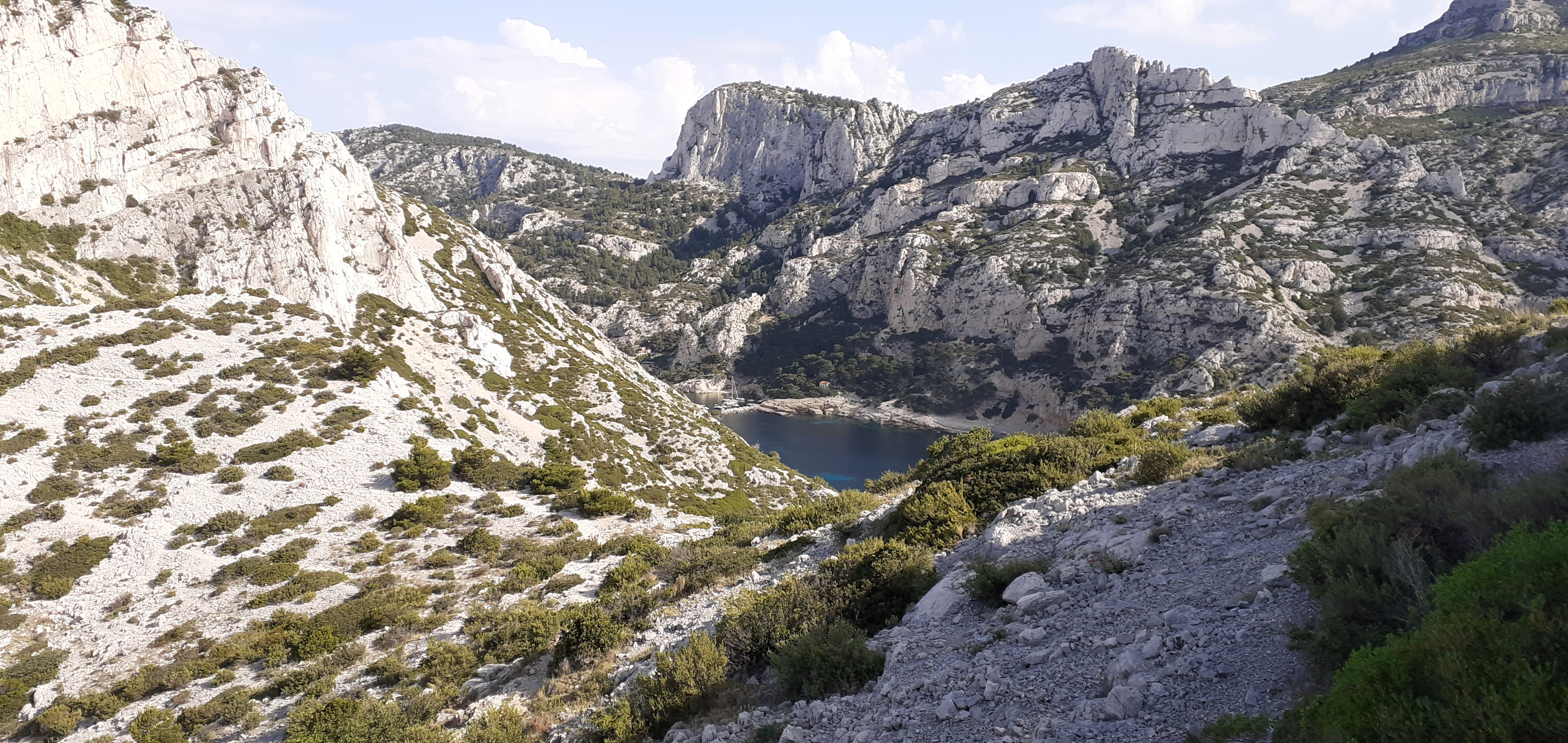
Vue sur la calanque de Morgiou depuis le col du Renard, dominée par la falaise du Crêt Saint-Michel, site d'escalade (au fond et au centre).

Le secteur de Morgiou comporte de nombreux sites d'escalade dont des parois d'ampleur :
- le Cancéou[2]
- le Crêt Saint-Michel[3]
- la falaise du Renard
- le cap Morgiou
- la Triperie, etc.